# Futbol'nyj Klub Lokomotiv Moskva 2011-2012
Questa voce raccoglie le informazioni riguardanti la Lokomotiv Moskva nelle competizioni ufficiali della stagione 2011-2012.

## Stagione
L'inizio di stagione è stato particolarmente tribolato, con un doppio avvicendamento in panchina che a portato il portoghese José Couceiro a prendere le redini della squadra a partire dalla diciassettesima giornata.
In campionato, dove per la prima volta si giova su due anni solari, come accade nei principali campionati europei, la prima fase si è conclusa con un buon quinto posto, a otto punti dalla capolista Zenit San Pietroburgo e in piena zona UEFA. La seconda fase, invece, è stata piuttosto deludente, con la qualificazione all'UEFA Europa League sfuggita all'ultima giornata a causa della sconfitta interna contro la Dinamo Mosca e il conseguente sorpasso del Rubin.
In coppa di Russia, dopo aver sconfitto due formazioni di seconda serie, la Lokomotiv è stata nettamente battuta dallo stesso Rubin ai quarti di finale.
L'avventura in Europa League, invece, ha visto la Lokomotiv superare i play-off e accedere alla fase a gironi, dove si è classificato secondo nel Girone L, alle spalle dello scatenato Anderlecht (la formazione belga ha chiuso a punteggio pieno), trovando la qualificazione ai sedicesimi di finale: qui è stata eliminata nel doppio confronto dagli spagnoli dell'Athletic Bilbao per la regola dei gol in trasferta.

## Rosa
| N. |                                 | Ruolo | Calciatore         |
| -- | ------------------------------- | ----- | ------------------ |
| 1  | Brasile (bandiera)              | P     | Guilherme          |
| 4  | Spagna (bandiera)               | C     | Alberto Zapater    |
| 5  | Russia (bandiera)               | D     | Taras Burlak       |
| 6  | Russia (bandiera)               | C     | Maxim Grigoriev    |
| 7  | Russia (bandiera)               | C     | Dmitrij Tarasov    |
| 8  | Russia (bandiera)               | C     | Denis Glušakov     |
| 9  | Bosnia ed Erzegovina (bandiera) | C     | Senijad Ibričić    |
| 10 | Russia (bandiera)               | C     | Dmitri Loscov      |
| 11 | Russia (bandiera)               | A     | Dmitri Siciov      |
| 13 | Nigeria (bandiera)              | A     | Victor Obinna      |
| 15 | Russia (bandiera)               | A     | Roman Pavljučenko  |
| 16 | Bielorussia (bandiera)          | P     | Anton Amel'čanka   |
| 18 | Russia (bandiera)               | C     | Vladislav Ignat'ev |
| 20 | Slovenia (bandiera)             | D     | Branko Ilič        |
| 21 | Russia (bandiera)               | C     | Dmitrij Torbinskij |

| N. |                        | Ruolo | Calciatore               |
| -- | ---------------------- | ----- | ------------------------ |
| 22 | Portogallo (bandiera)  | D     | Manuel da Costa          |
| 24 | Russia (bandiera)      | D     | Andrej Alekseevič Ivanov |
| 25 | Ecuador (bandiera)     | A     | Felipe Caicedo           |
| 26 | Bielorussia (bandiera) | C     | Jan Ciharoŭ              |
| 27 | Russia (bandiera)      | C     | Magomed Ozdoev           |
| 28 | Slovacchia (bandiera)  | D     | Ján Ďurica               |
| 29 | Russia (bandiera)      | D     | Igor' Golban             |
| 35 | Russia (bandiera)      | P     | Aleksandr Fil'cov        |
| 45 | Russia (bandiera)      | A     | Aleksandr Minčenkov      |
| 49 | Russia (bandiera)      | D     | Roman Sciscikin          |
| 50 | Russia (bandiera)      | D     | Andrej Eščenko           |
| 51 | Russia (bandiera)      | D     | Maksim Beljaev           |
| 55 | Russia (bandiera)      | D     | Renat Janbaev            |
| 65 | Russia (bandiera)      | C     | Vjačeslav Podberëzkin    |
| 90 | Brasile (bandiera)     | A     | Maicon                   |

## Risultati

### Campionato

#### Stagione regolare
| Mosca 12 marzo 2011 1ª giornata | Lokomotiv Mosca | 3 – 2 referto | Dinamo Mosca | Stadio Lužniki |

| Perm' 20 marzo 2011 2ª giornata | Amkar Perm' | 1 – 0 referto | Lokomotiv Mosca | Stadio Zvezda |

| Mosca 2 aprile 2011 3ª giornata | Lokomotiv Mosca | 1 – 1 referto | Rostov | Stadio Lužniki |

| Samara 9 aprile 2011 4ª giornata | Kryl'ja Sovetov Samara | 1 – 0 referto | Lokomotiv Mosca | Stadio Metallurg (Samara) |

| Mosca 17 aprile 2011 5ª giornata | Lokomotiv Mosca | 1 – 0 referto | Volga Nižnij Novgorod | Stadio Lokomotiv |

| Krasnodar 23 aprile 2011 6ª giornata | Krasnodar | 1 – 4 referto | Lokomotiv Mosca | Stadio Kuban' |

| Mosca 30 aprile 2011 7ª giornata | Lokomotiv Mosca | 2 – 1 referto | Kuban' | Stadio Lokomotiv |

| San Pietroburgo 8 maggio 2011 8ª giornata | Zenit San Pietroburgo | 1 – 1 referto | Lokomotiv Mosca | Stadio Petrovskij |

| Mosca 14 maggio 2011 9ª giornata | Lokomotiv Mosca | 4 – 0 referto | Terek Groznyj | Stadio Lokomotiv |

| Kazan' 20 maggio 2011 10ª giornata | Rubin | 0 – 0 referto | Lokomotiv Mosca | Stadio Centrale di Kazan' |

| Mosca 27 maggio 2011 11ª giornata | Lokomotiv Mosca | 1 – 2 referto | Anži | Stadio Lokomotiv |

| Tomsk 10 giugno 2011 12ª giornata | Tom' Tomsk | 2 – 2 referto | Lokomotiv Mosca | Trud Stadium |

| Mosca 14 giugno 2011 13ª giornata | Lokomotiv Mosca | 3 – 1 referto | Spartak-Nal'čik | Stadio Lokomotiv |

| Mosca 18 giugno 2011 14ª giornata | Lokomotiv Mosca | 0 – 2 referto | Spartak Mosca | Stadio Lokomotiv |

| Chimki 22 giugno 2011 15ª giornata | CSKA Mosca | 3 – 1 referto | Lokomotiv Mosca | Arena Chimki |

| Chimki 26 giugno 2011 16ª giornata | Dinamo Mosca | 4 – 1 referto | Lokomotiv Mosca | Arena Chimki |

| Mosca 24 luglio 2011 17ª giornata | Lokomotiv Mosca | 4 – 0 referto | Amkar Perm' | Stadio Lokomotiv |

| Rostov sul Don 31 luglio 2011 18ª giornata | Rostov | 0 – 3 referto | Lokomotiv Mosca | Stadio Olimp-2 |

| Mosca 7 agosto 2011 19ª giornata | Lokomotiv Mosca | 0 – 0 referto | Kryl'ja Sovetov Samara | Stadio Lokomotiv |

| Nižnij Novgorod 14 agosto 2011 20ª giornata | Volga Nižnij Novgorod | 0 – 0 referto | Lokomotiv Mosca | Stadio Lokomotiv |

| Mosca 21 agosto 2011 21ª giornata | Lokomotiv Mosca | 1 – 0 referto | Krasnodar | Stadio Lokomotiv |

| Krasnodar 28 agosto 2011 22ª giornata | Kuban' | 0 – 1 referto | Lokomotiv Mosca | Stadio Kuban' |

| Mosca 10 settembre 2011 23ª giornata | Lokomotiv Mosca | 4 – 2 referto | Zenit San Pietroburgo | Stadio Lokomotiv |

| Groznyj 18 settembre 2011 24ª giornata | Terek Groznyj | 0 – 4 referto | Lokomotiv Mosca | Achmat-Arena |

| Mosca 25 settembre 2011 25ª giornata | Lokomotiv Mosca | 1 – 1 referto | Rubin | Stadio Lokomotiv |

| Machačkala 2 ottobre 2011 26ª giornata | Anži | 0 – 1 referto | Lokomotiv Mosca | Stadio Dinamo |

| Mosca 16 ottobre 2011 27ª giornata | Lokomotiv Mosca | 3 – 0 referto | Tom' Tomsk | Stadio Lokomotiv |

| Nal'čik 24 ottobre 2011 28ª giornata | Spartak-Nal'čik | 1 – 2 referto | Lokomotiv Mosca | Respublikanskij stadion Spartak |

| Mosca 29 ottobre 2011 29ª giornata | Spartak Mosca | 3 – 0 referto | Lokomotiv Mosca | Stadio Lužniki |

| Mosca 6 novembre 2011 30ª giornata | Lokomotiv Mosca | 1 – 1 referto | CSKA Mosca | Stadio Lokomotiv |

#### Poule campionato
| Mosca 20 novembre 2011 31ª giornata | Spartak Mosca | 2 – 0 referto | Lokomotiv Mosca | Stadio Lužniki |

| San Pietroburgo 27 novembre 2011 32ª giornata | Zenit San Pietroburgo | 2 – 1 referto | Lokomotiv Mosca | Stadio Petrovskij |

| Mosca 3 marzo 2012 33ª giornata | Lokomotiv Mosca | 2 – 1 referto | Kuban' | Stadio Lokomotiv |

| Kazan' 11 marzo 2012 34ª giornata | Rubin | 0 – 0 referto | Lokomotiv Mosca | Stadio Centrale di Kazan' |

| Mosca 18 marzo 2012 35ª giornata | Lokomotiv Mosca | 1 – 0 referto | Anži | Stadio Lokomotiv |

| Chimki 24 marzo 2012 36ª giornata | CSKA Mosca | 0 – 2 referto | Lokomotiv Mosca | Arena Chimki |

| Mosca 1º aprile 2012 37ª giornata | Lokomotiv Mosca | 0 – 2 referto | Dinamo Mosca | Stadio Lužniki |

| Mosca 7 aprile 2012 38ª giornata | Lokomotiv Mosca | 0 – 1 referto | Zenit San Pietroburgo | Stadio Lokomotiv |

| Krasnodar 14 aprile 2012 39ª giornata | Kuban' | 1 – 1 referto | Lokomotiv Mosca | Stadio Kuban' |

| Mosca 22 aprile 2012 40ª giornata | Lokomotiv Mosca | 0 – 0 referto | Rubin | Stadio Lokomotiv |

| Machačkala 28 aprile 2012 41ª giornata | Anži | 3 – 1 referto | Lokomotiv Mosca | Stadio Dinamo |

| Mosca 2 maggio 2012 42ª giornata | Lokomotiv Mosca | 0 – 3 referto | CSKA Mosca | Stadio Lokomotiv |

| Chimki 6 maggio 2011 43ª giornata | Dinamo Mosca | 2 – 2 referto | Lokomotiv Mosca | Arena Chimki |

| Mosca 13 maggio 2012 44ª giornata | Lokomotiv Mosca | 0 – 2 referto | Spartak Mosca | Stadio Lokomotiv |

### Coppa di Russia
| Krasnojarsk 17 luglio 2011 Sedicesimi di finale | Enisej | 0 – 2 referto | Lokomotiv Mosca | Central'nyj stadion KUOR |

| Mosca 21 settembre 2011 Ottavi di finale | Lokomotiv Mosca | 1 – 0 referto | Luč-Ėnergija | RZD Arena |

| Arbitro: | Vitali Meshkov |

|                                               |           |  |
| Karadeniz 30’, 70’ Ryazantsev 49’ Davydov 81’ | Marcatori |  |

### Europa League
| Arbitro: | Deaconu |

|                        |           |  |
| Yanbaev 34’ Maicon 37’ | Marcatori |  |

| Arbitro: | Banti |

|                    |           |                   |
| Yanbaev 38’ (aut.) | Marcatori | 80’ (rig.) Obinna |

| Arbitro: | Paixão |

|             |           |                       |
| Szabics 14’ | Marcatori | 28’ Obinna 29’ Sychev |

| Arbitro: | Jug |

|  |           |                               |
|  | Marcatori | 11’ Matías Suárez 71’ Mbokani |

| Arbitro: | van Boekel |

|                                     |           |             |
| Sychev 47’ 71’ (rig.) Caicelo 90+3’ | Marcatori | 89’ Sialmas |

| Arbitro: | Collum |

|                     |           |                                       |
| Leonardo 60’ (rig.) | Marcatori | 50’ Glushakov 72’ Maicon 80’ Ignatyev |

| Arbitro: | Aytekin |

|                                            |           |           |
| Maicon 62’ Sychev 72’ (rig.) Glushakov 89’ | Marcatori | 63’ Kainz |

| Arbitro: | Bebek |

|                                                                       |           |                                   |
| Kljestan 33’ Fernando 39’ Wasilewski 57’ Matías Suárez 61’ Gillet 78’ | Marcatori | 21’ Ignatyev 69’ (rig.) 89’ Syčëv |

| Arbitro: | Alin Hategan |

|                                 |           |             |
| Glušakov 61’ (rig.) Caicedo 71’ | Marcatori | 36’ Muniain |

| Arbitro: | Gil |

|             |           |  |
| Muniain 62’ | Marcatori |  |